# Mateusz Biskup
Mateusz Biskup (ur. 8 lutego 1994 w Tczewie) – polski wioślarz, brązowy medalista olimpijski z Paryża 2024 mistrz świata w 2022 r. wicemistrz świata w 2017 r., wicemistrz Europy w 2017 r. i 2022 r., olimpijczyk z Rio de Janeiro (2016), Tokio 2020 i Paryża 2024.

## Kariera sportowa
Jest wychowankiem Unii Tczew, później występował w barwach AZS-AWFiS Gdańsk, a od lutego 2019 roku jest zawodnikiem Lotto-Bydgostii Bydgoszcz. Reprezentował Polskę na mistrzostwach świata w 2014 roku (4. miejsce w finale B w konkurencji czwórki podwójnej) i 2015 roku (1. miejsce w finale B w konkurencji czwórki podwójnej) oraz igrzyskach olimpijskich w 2016 roku (4. miejsce w finale A w konkurencji czwórki podwójnej). W 2017 roku wywalczył kolejno wicemistrzostwo Europy i wicemistrzostwo świata w dwójce podwójnej (z Mirosławem Ziętarskim). W 2019 roku zdobył w tej ostatniej konkurencji brązowy medal mistrzostw świata (z Mirosławem Ziętarskim).
W 2024 roku zdobył brązowy medal igrzysk olimpijskich w Paryżu w konkurencji czwórki podwójnej.

## Puchar Świata
- 1. miejsce (Lucerna 2018, Płowdiw 2019)
- 2. miejsce (Belgrad 2017, Lucerna 2017)
- 3. miejsce (Varese 2016, Poznań 2016)

## Wyniki
| Rok  | Zawody                      | Miejsce            | Konkurencja      | Czas              | Pozycja     |
| ---- | --------------------------- | ------------------ | ---------------- | ----------------- | ----------- |
| 2012 | Mistrzostwa świata juniorów | Płowdiw            | Czwórka podwójna | Finał C: 6:06,47  | 13. miejsce |
| 2014 | Mistrzostwa Europy          | Belgrad            | Dwójka podwójna  | Finał C: 6:24,47  | 13. miejsce |
| 2014 | Mistrzostwa świata          | Amsterdam          | Czwórka podwójna | Finał B: 5:41,64  | 10. miejsce |
| 2015 | Mistrzostwa Europy          | Poznań             | Czwórka podwójna | Finał A: 5:48,37  | 4. miejsce  |
| 2015 | Mistrzostwa świata          | Lac d’Aiguebelette | Czwórka podwójna | Finał B: 5:43,75  | 7. miejsce  |
| 2016 | Mistrzostwa Europy          | Brandenburg        | Czwórka podwójna | Finał B: 6:06,72  | 7. miejsce  |
| 2016 | Igrzyska olimpijskie        | Rio de Janeiro     | Czwórka podwójna | Finał A: 6:12,09  | 4. miejsce  |
| 2017 | Mistrzostwa Europy          | Račice             | Dwójka podwójna  | Finał A: 6:22,10  | 2. miejsce  |
| 2017 | Mistrzostwa świata          | Sarasota           | Dwójka podwójna  | Finał A: 6:10,66  | 2. miejsce  |
| 2018 | Mistrzostwa Europy          | Glasgow            | Dwójka podwójna  | Finał A: 6:11,33  | 4. miejsce  |
| 2018 | Mistrzostwa świata          | Płowdiw            | Dwójka podwójna  | Finał B: 6:05,45  | 8. miejsce  |
| 2019 | Mistrzostwa Europy          | Lucerna            | Czwórka podwójna | Finał B: 5:52,09  | 7. miejsce  |
| 2019 | Mistrzostwa świata          | Ottensheim         | Dwójka podwójna  | Finał A: 6:07,87  | 3. miejsce  |
| 2020 | Mistrzostwa Europy          | Poznań             | Dwójka podwójna  | Finał A: 6:22,24  | 4. miejsce  |
| 2021 | Mistrzostwa Europy          | Varese             | Dwójka podwójna  | Finał A: 6:16,12  | 5. miejsce  |
| 2021 | Igrzyska Olimpijskie        | Tokio              | Dwójka podwójna  | Finał A: 6:09,17  | 6. miejsce  |
| 2022 | Mistrzostwa Europy          | Monachium          | Czwórka podwójna | Finał A: 6:07,85  | 2. miejsce  |
| 2022 | Mistrzostwa Świata          | Racice             | Czwórka podwójna | Finał A: 5:40,08  | 1. miejsce  |
| 2023 | Mistrzostwa Europy          | Bled               | Czwórka podwójna | Finał A: 5:40,24  | 1. miejsce  |
| 2023 | Mistrzostwa Świata          | Belgrad            | Czwórka podwójna | Finał A: 5:55,02  | 3. miejsce  |
| 2024 | Mistrzostwa Europy          | Szeged             | Czwórka podwójna | Finał A: 6:05,33  | 3. miejsce  |
| 2024 | Igrzyska Olimpijskie        | Paryż              | Czwórka podwójna | Finał A: 05:44,59 | 3. miejsce  |

## Odznaczenia
- Złoty Krzyż Zasługi (2024)[3]
- Brązowy Medal „Za zasługi dla obronności kraju” (2024)[4]